# هيلتون كيد
هيلتون كيد (بالإنجليزية: Hilton Kidd)‏ هو لاعب دوري الرغبي أسترالي، ولد في 1922، وتوفي في 2011.